# Hold On to the Nights
Hold On to the Nights è una ballad di Richard Marx, estratta come quarto e ultimo singolo dal suo album di debutto Richard Marx. Fu il singolo di maggior successo dell'album e fu il primo a raggiungere la vetta della Billboard Hot 100 negli Stati Uniti. Fu inoltre il primo di tre singoli consecutivi del cantante a piazzarsi al primo posto in classifica (seguiranno Satisfied e Right Here Waiting).
Composta da Richard Marx, Hold On to the Nightsraggiunse il primo posto della Billboard Hot 100 il 23 luglio 1988, impedendo a Pour Some Sugar on Me dei Def Leppard di raggiungere la vetta quella stessa settimana. Il singolo rimase in classifica per 21 settimane, e lasciò la classifica alla posizione numero 65. Inoltre, il singolo si posizionò al terzo posto nella Hot Adult Contemporary Tracks. Hold On to the Nights è stata inclusa in numerose raccolte di Richard Marx ed è presente nel DVD live A Night Out With Friends (2012).

## Classifiche

### Posizioni in classifica
| Classifica (1988)                           | Posizione massima |
| ------------------------------------------- | ----------------- |
| Australia (ARIA Singles Chart)              | 72                |
| Stati Uniti (Billboard Hot 100)             | 1                 |
| Stati Uniti (Hot Adult Contemporary Tracks) | 3                 |
| Classifica (1990)                           | Posizione massima |
| Regno Unito (Official Singles Chart)        | 60                |

### Classifiche di fine anno
| Classifica (1988)               | Posizione |
| ------------------------------- | --------- |
| Stati Uniti (Billboard Hot 100) | 24        |

## Curiosità
- Hold On to the Nights appare nell'episodio "La festa di fine anno" della serie animata The Cleveland Show.